# 南村镇 (广州市)
南村镇，是中华人民共和国广东省广州市番禺区下辖的一个乡镇级行政单位。

## 行政区划
南村镇下辖以下地区：
南村社区、永大社区、华南碧桂园社区、雅居乐花园社区、华南新城社区、广地花园社区、锦绣香江社区、南村、坑头村、市头村、罗边村、板桥村、梅山村、樟边村、江南村、里仁洞村、官堂村、塘东村、塘西村、新基村、员岗村、陈边村和草堂村。

## 交通

### 地铁
█7号线：南村万博站、员岗站、板桥站

█18号线：南村万博站